# Слембол
Слембол (англ. Slamball) - командний вид спорту, створений на базі баскетболу і гри з м'ячем. Очки в ньому також зараховуються після потрапляння м'яча в кошик команди-суперника, але система їх нарахування змінена. Головна ж відмінність полягає в покритті: замість паркету використовуються батути, допомагають спортсменам набрати необхідну висоту для слемданків. Правила допускають певний силовий контакт (на відміну від того ж баскетболу), команди складаються з 4-х гравців.

## Правила

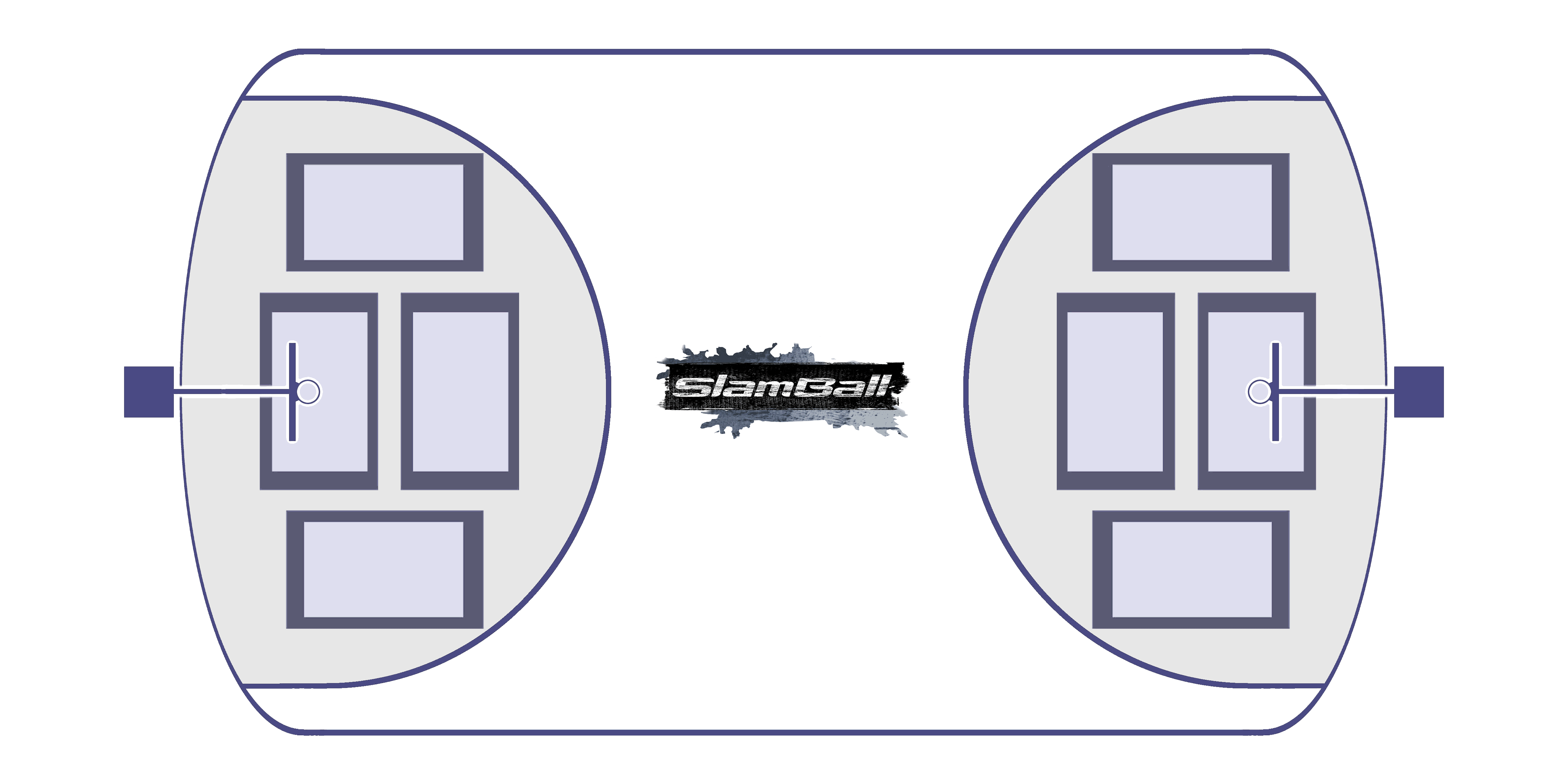
Схема майданчика

Оскільки не існує загальносвітової слембольної федерації, правила, наразі, не є стабільними.
Всього на майданчику знаходиться вісім батутів, по 4 біля кільця з обох сторін. Очки в слемболі зараховуються після потрапляння м'яча в кошик команди - суперника. Команда, що набрала до кінця гри більше очок, перемагає. Якщо гравець не торкається межі кільця, то його успішний кидок оцінюється в 2 очки, якщо ж це слемданк - то в 3 . Також у 3 очки оцінюється кидок через 3-очкову лінію.
Гра складається з чотирьох п'ятихвилинних чвертей. Гра починається з пасування м'яча в центр майданчика, після того як м'яч досяг вищої точки в польоті, гравці можуть почати боротьбу за нього. Між двома частинами, що складаються з двох чвертей, проводять 10-хвилинну перерву. Лише в останні 2 хвилини гри кожна команда має право на один тайм -аут. Команда може володіти м'ячем лише протягом 20 секунд.

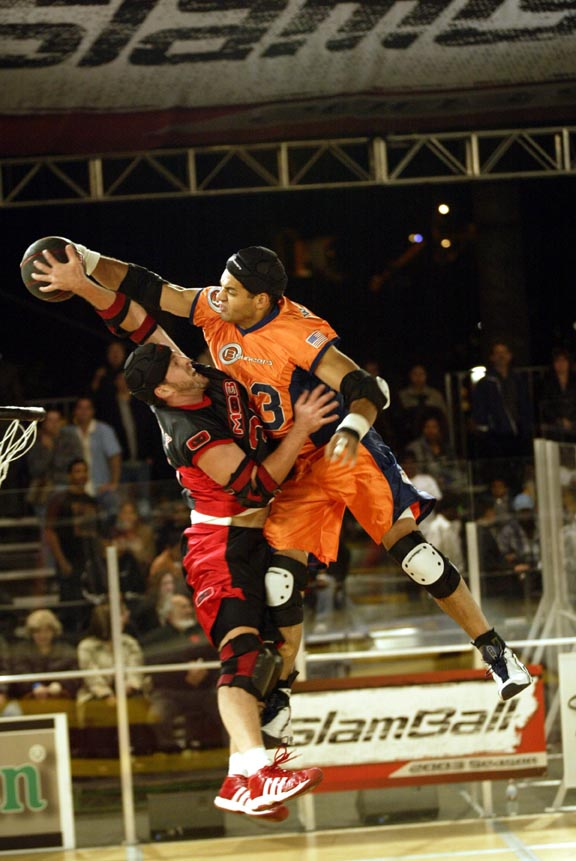
Боротьба в повітрі

Силовий контакт дозволений, але є певні обмеження, зокрема не можна атакувати гравця, що володіє м'ячем, якщо тільки він не стукає їм по майданчику. Також заборонені удари ззаду.
4 гравці розподіляються по трьох позиціях:
- «Приборкувач». Цей гравець є провідним у нападі , зачинателем атак.
- «Канонір». Цей гравець частіше за інших забиває м'яч у кошик.
- «Воротар». Головний гравець захисту , періодично підключається до атак.

За порушення правил гравцям нараховуються фоли, за 4-й фол гравця виганяють з майданчика. За неспортивну поведінку гравця або тренера можуть «нагородити» технічним фолом, після двох подібних порушень слід видалення. Гравець, що порушил правила, отримує право на кидок, при цьому йому можуть заважати, але порушив правила гравець на момент поновлення гри знаходиться на віддаленій, від атакуючого гравця, відстані.
Кількість замін не обмежена. Команди мають тренерів, їх помічників, медичний та інший персонал. На майданчику знаходяться двоє суддів .
Розмір майданчика повинен становити 30.4 м ову довжину і 19 м ову ширину. Що стосується батутів, то тут ці показники становлять, відповідно, 2.1 м та 4.2 м . На майданчику є бортики, як в хокеї . На гравцях повинна бути надіта захисна екіпірування , щоб захистити всі самі уразливі частини тіла. Вона складається з захисту на лікті, наколінників, спеціального легкого шолома , що сидить за формою голови, а також захисного натільної білизни.

## Історія
Мейсон Гордон тренує гравців з 2002 року.
Цю гру придумав Мейсон Гордон , який хотів створити комбінацію з різних видів спорту , щоб у результаті реальний спорт збігався з рівнем відеоігор . З реалізацією його ідей йому допоміг продюсер Майк Толін .
Перший майданчик для слембола була побудована на складі на північ е Лос -Анджелеса . Для гри були запрошені 5 стрітбол істів (Джеймс Вілліс , Майкл Голдман , Шон Джаксон , Девід Редмонд і Джеф Шеррідан ) . Ці гравці увійшли в дві перші команди: «Лос -Анджелес Рамбл» і «Чикаго Моб», які провели в 2001 у перший матч, який носив статус показового .
Потім був проведений драфт з 400 гравців 60 відібрали для першого сезону 2002 , в якому також брали участь «Дияволи» , «Стіл», «Баунсерс» і «Слешерс». «Рамбл» виграли перший сезон.
У другому сезоні 2003 виграла нова команда «Рідерс». Проте наступний сезон відбувся лише в 2008 у, перемогу здобули «Слешерс». Наступний сезон, як очікується, пройде в 2009 у

## Зноски
- Официальный сайт (англ.)
- Первый российский слэмбольный союз
- История слэмбола на сайте Первого российского слэмбольного союза
- 7тв: «It’s a slamball!!!»[недоступне посилання з травня 2019]